# オウム真理教長老部
オウム真理教長老部（オウムしんりきょうちょうろうぶ）は、省庁制廃止後のオウム真理教の最高意思決定機関。
1995年の一連の強制捜査で、麻原彰晃をはじめとする多くの教団幹部が逮捕された。組織の生き残りのため、逮捕されなかった教団幹部（正悟師）が中心となって、集団指導体制がとられることになった。
正大師の上祐史浩が出所したこととアレフに改組されたことで廃止された（野田成人は廃止前に既に退任し、石井紳一郎は教団そのものを脱会している）。

## 長老部構成員
- 村岡達子
- 鎌田紳一郎（石井久子と結婚し、石井紳一郎と改姓した）
- 野田成人
- 杉浦茂
- 杉浦実
- 二ノ宮耕一